# Upplands runinskrifter 1096
Upplands runinskrifter 1096 är en vikingatida runsten av granit med bruna fläckar i Rörby, Bälinge socken och Uppsala kommun. Stenen står på en åker. Bara några meter bredvid står runstenen U 1095.
Runstenen är 1,5 meter hög och 0,99 meter bred (nedtill). Själva ristningen är välbevarad och troligen utförd av Öpir. Stenen är dock inte signerad.

## Inskriften

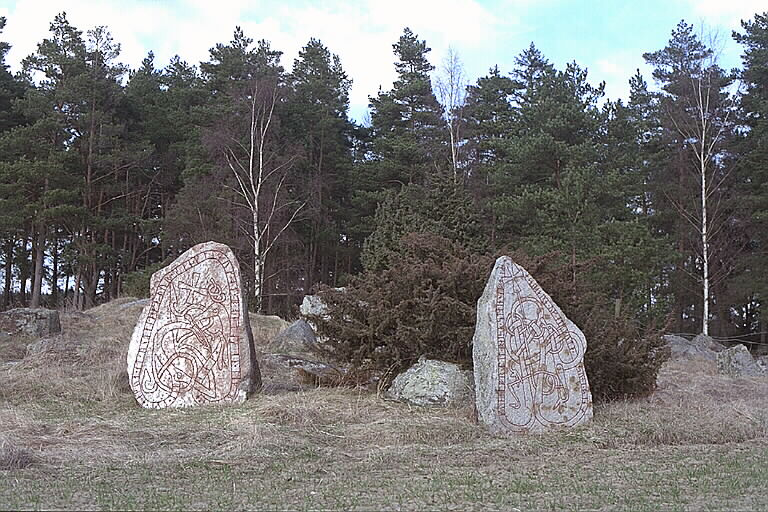
Till vänster U 1095 och till höger U 1096.

Translitterering av runraden:
gunilfr ' lit ' raisa ' stain ' eftiʀ asbiarn ' uk ' at ' kuta ' suni ' sina
Normalisering till runsvenska:
Gunnælfʀ let ræisa stæin æftiʀ Asbiorn ok at Guta, syni sina.
Översättning till nusvenska:
Gunnälv lät resa stenen efter Åsbjörn och efter Gute, sina söner.